# Edme Boursault
Edme Boursault, född 1638 och död 1701, var en fransk skald och dramatisk författare.
Boursault var sekreterare hos hertiginnan av Angoulême. Sin största framgång vann Boursault inom teatern med lustspelen Le Mercure galant (1679), Ésope à la ville (1690) och Èsope à la cour (1701).